# Доброта
Доброта́ — это тип поведения, характеризующийся актами щедрости, внимания, оказания помощи или заботы, не ожидая похвалы или награды в ответ. Она является предметом интереса в философии, религии и психологии.

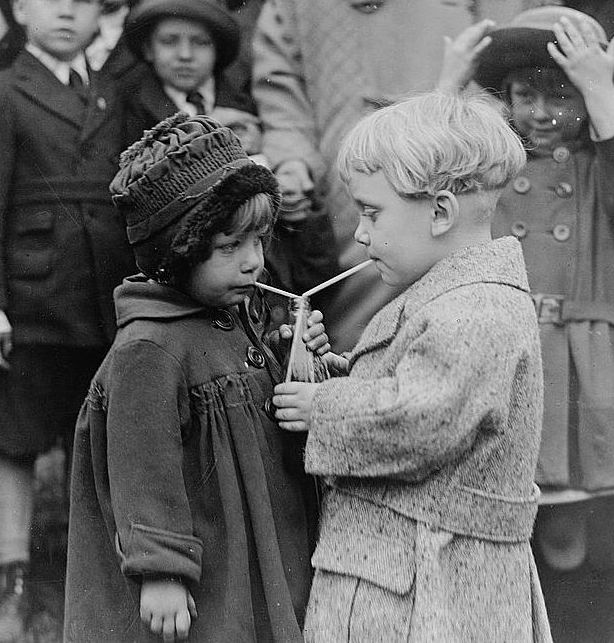
Двое детей пьют прохладительные напитки в Белом доме, 1922 год

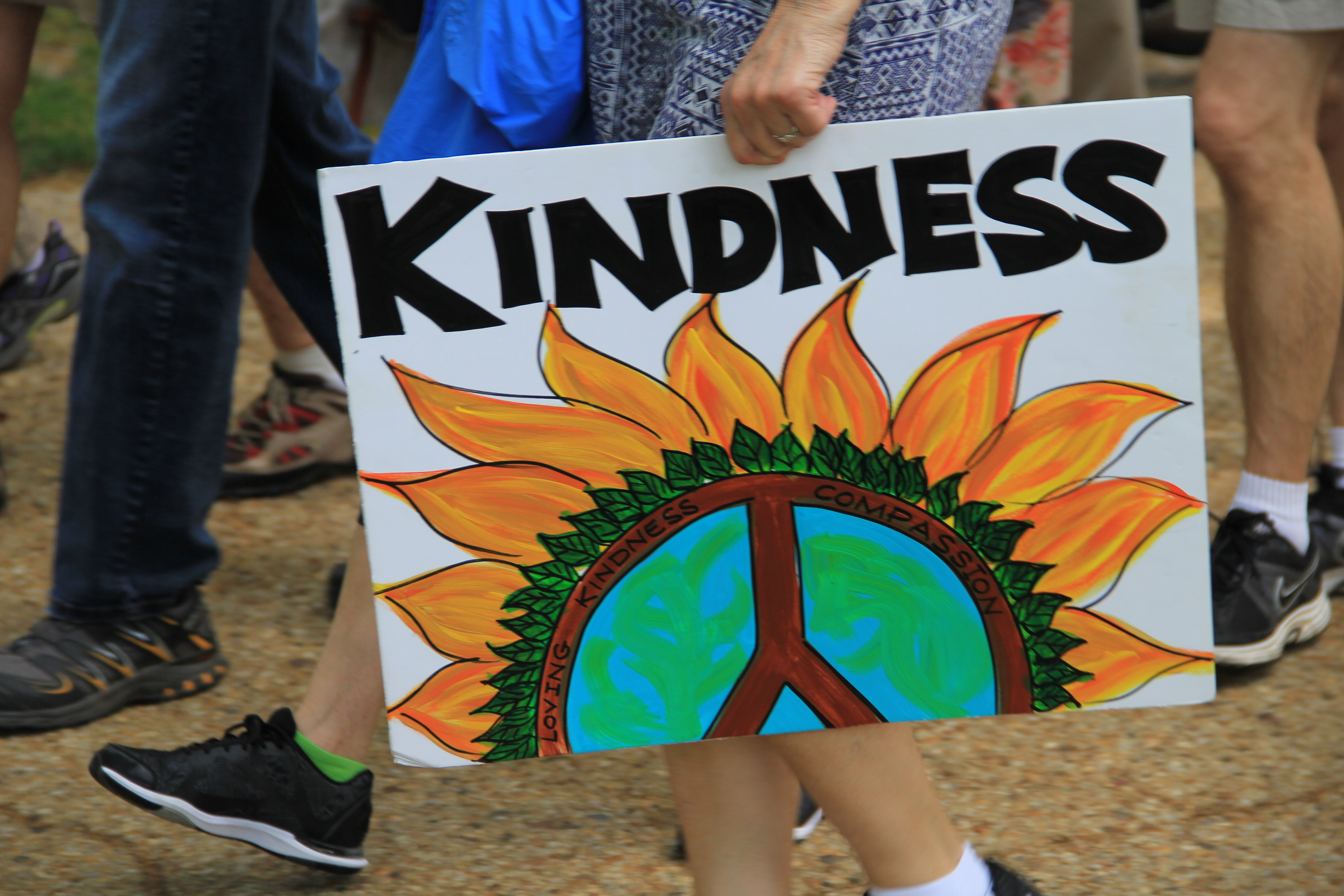
Плакат с призывом к доброте, на Народном климатическом марше, 2017 год

Во второй книге «Риторики» Аристотель определяет доброту как «услужливость по отношению к нуждающемуся, не в обмен на что-либо, не ради выгоды самого помогающего, но ради того, кому он помогает». Фридрих Ницше считал доброту и любовь «самыми целебными травами и средствами в человеческом общении». Доброта — одна из рыцарских добродетелей и главная тема Библии. В учении Мехер Бабы Бог — это синоним доброты: «Бог настолько добр, что невозможно представить Его беспредельную доброту!»

## Этимология
Слово доброта является производным от слов добрый, добро. Они же происходят от ст.‑слав. добръ, добро или от праслав. dobrъ.
Прилагательное «добрый», означающее «мягкосердечный», «сострадательный», «хороший», впервые стало использоваться в русском языке в XI веке.

## Общество
Исследования, посвящённые выбору партнёра, показывают, что и мужчины, и женщины ценят в своих потенциальных партнёрах доброту, наряду с интеллектом, внешностью, привлекательностью и возрастом.

## Психология

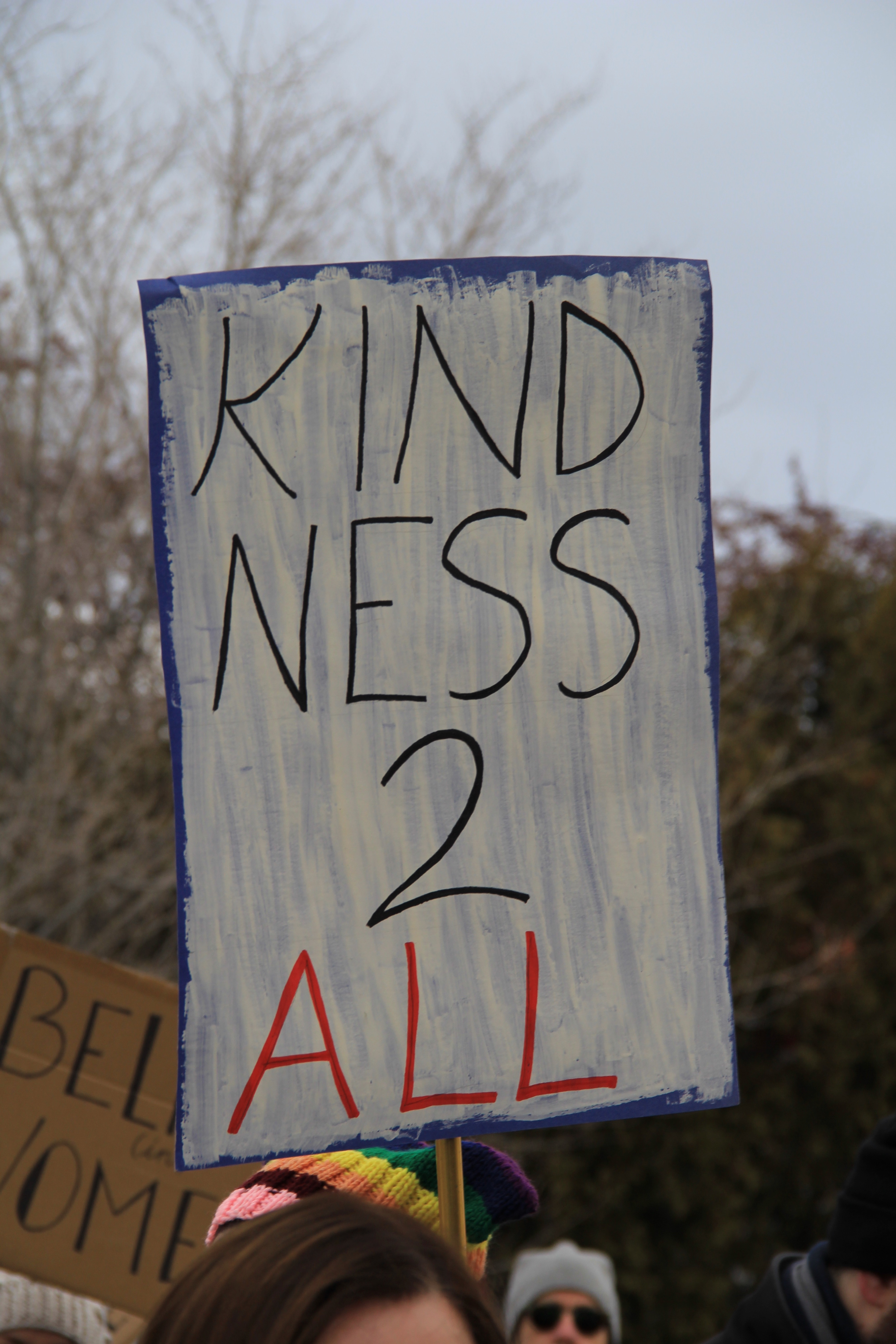
Женская демонстрация в Монтане, 2018 год

Исследования, проведённые в Йельском университете с помощью игр с младенцами, позволили сделать вывод, что доброта в принципе присуща людям. Существуют аналогичные исследования о зарождении эмпатии в младенчестве — двигательное отзеркаливание развивается в первые месяцы жизни и приводит (в лучшем случае) к заботе, которую дети проявляют о сверстниках, попавших в беду.
Барбара Тейлор и Адам Филлипс подчеркнули элемент необходимого реализма в доброте взрослых, а также то, как «настоящая доброта меняет людей в процессе её проявления, часто непредсказуемым образом».
Доброе поведение может улучшить благосостояние человека, которое можно измерить. Многие исследования пытались проверить гипотезу о том, что добрые поступки улучшают самочувствие человека. Мета-анализ 27 таких исследований показал, что изученные вмешательства (обычно измеряющие краткосрочный эффект после кратковременных актов доброты у испытуемых) подтверждают гипотезу о том, что доброе поведение улучшает самочувствие.

## Доброта как оружие
Некоторые мыслители считают, что доброту можно использовать в качестве оружия, чтобы отпугивать врагов:
Если враг твой голоден, дай ему хлеба, и если он жаждет, дай ему воды напиться; ибо, поступая так, ты воздвигнешь угли огненные на голову егоКнига Притчей Соломоновых, 25:21—22
Отвечай добром на зло — и ты уничтожишь в человеке всё то удовольствие, которое он видит во злеЛев Толстой

## Обучение доброте
Чаще всего доброте учат детей родители, и она усваивается через наблюдение и некоторое прямое обучение. Исследования показали, что с помощью программ и мероприятий доброту можно прививать и поощрять в течение первых 20 лет жизни. Дальнейшие исследования показывают, что упражнения на доброту могут способствовать улучшению благосостояния с результатами, сравнимыми с обучением благодарности. Аналогичные результаты показали, что обучение доброте на организационном уровне может улучшить самочувствие взрослых в колледже.